# 32e cérémonie des Grammy Awards

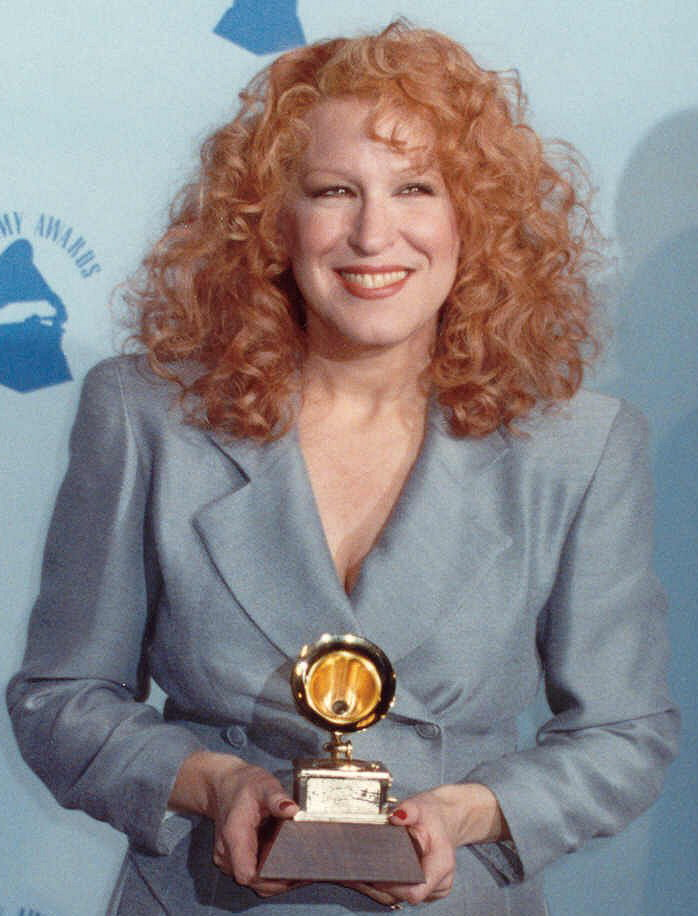
Bette Midler dans les coulisses de la cérémonie des Grammy Awards en 1990.

La 32e cérémonie des Grammy Awards a eu lieu à Los Angeles le 21 février 1990.

## Palmarès
| Prix                      | Artiste      | Titre                 |
| ------------------------- | ------------ | --------------------- |
| Enregistrement de l'année | Bette Midler | Wind Beneath My Wings |
| Album de l'année          | Bonnie Raitt | Nick of Time          |
| Chanson de l'année        |              | Wind Beneath My Wings |
| Meilleur nouvel artiste   |              |                       |

### Pop
| Prix                                              | Artiste                         | Titre                                 |
| ------------------------------------------------- | ------------------------------- | ------------------------------------- |
| Best Pop Vocal Performance, Female                | Bonnie Raitt                    | Nick of Time                          |
| Best Pop Vocal Performance, Male                  | Michael Bolton                  | How Am I Supposed To Live Without You |
| Best Pop Performance By A Duo Or Group With Vocal | Linda Ronstadt et Aaron Neville | Don't Know Much                       |
| Best Pop Instrumental Performance                 | The Neville Brothers            | Healing Chant                         |

### Rock
| Prix                                               | Artiste                               | Titre                                                  |
| -------------------------------------------------- | ------------------------------------- | ------------------------------------------------------ |
| Best Rock Vocal Performance, Female                | Bonnie Raitt                          | Nick of Time                                           |
| Best Rock Vocal Performance, Male                  | Don Henley                            | The End Of The Innocence                               |
| Best Rock Performance By A Duo Or Group With Vocal | Traveling Wilburys                    | Traveling Wilburys Volume One                          |
| Best Rock Instrumental Performance                 | Jeff Beck, Terry Bozzio et Tony Hymas | Jeff Beck's Guitar Shop with Terry Bozzio & Tony Hymas |
| Best Hard Rock Performance                         | Living Colour                         | Cult of Personality                                    |
| Best Metal Performance                             | Metallica                             | One                                                    |

R&B
| Prix                                              | Artiste                        | Titre                          |
| ------------------------------------------------- | ------------------------------ | ------------------------------ |
| Best R&B Vocal Performance, Female                | Anita Baker                    | Giving You The Best That I Got |
| Best R&B Vocal Performance, Male                  | Bobby Brown                    | Every Little Step              |
| Best R&B Performance By A Duo Or Group With Vocal | Soul II Soul ft. Caron Wheeler | Back To Life                   |
| Best R&B Instrumental Performance                 | Soul II Soul                   | African Dance                  |

### Jazz
| Prix                                                              | Artiste                      | Titre                     |
| ----------------------------------------------------------------- | ---------------------------- | ------------------------- |
| Best Jazz Fusion Performance                                      | Pat Metheny Group            | Letter From Home          |
| Best Jazz Vocal Performance, Female                               | Ruth Brown                   | Blues On Broadway         |
| Best Jazz Vocal Performance, Male                                 | Harry Connick, Jr.           | When Harry Met Sally      |
| Best Jazz Vocal Performance, Duo Or Group                         | Dr. John et Rickie Lee Jones | Makin' Whoopee            |
| Best Jazz Instrumental Performance, Soloist (On A Jazz Recording) | Miles Davis                  | Aura                      |
| Best Jazz Instrumental Performance, Group                         | Chick Corea Akoustic Band    | Chick Corea Akoustic Band |
| Best Jazz Instrumental Performance, Big Band                      | Miles Davis                  | Aura                      |

### Country
| Prix              | Artiste        | Titre               |
| ----------------- | -------------- | ------------------- |
| Best Country Song | Rodney Crowell | After All This Time |

### Gospel
| Prix                                                                | Artiste       | Titre                       |
| ------------------------------------------------------------------- | ------------- | --------------------------- |
| Best Gospel Vocal Performance, Female                               | CeCe Winans   | Don't Cry                   |
| Best Gospel Vocal Performance, Male                                 | Bebe Winans   | Meantime                    |
| Best Gospel Vocal Performance By A Duo, Group, Choir Or Chorus      | Take 6        | The Savior Is Waiting       |
| Best Soul Gospel Vocal Performance, Female, Male                    | Al Green      | As Long As We're Together   |
| Best Soul Gospel Vocal Performance By A Duo, Group, Choir Or Chorus | Daniel Winans | Let Brotherly Love Continue |

### Classique
| Prix                           | Artiste | Titre                    |
| ------------------------------ | ------- | ------------------------ |
| Best Opera Recording           |         | Wagner: Die Walkuere     |
| Best Chamber Music Performance |         | Bartók: 6 String Quartet |

### Autres
| Prix                  | Artiste     | Titre                                       |
| --------------------- | ----------- | ------------------------------------------- |
| Best Album Package    |             | Sound + Vision                              |
| Best Album Notes      |             | Bird - The Complete Charlie Parker On Verve |
| Best Historical Album | Chuck Berry | Chuck Berry - The Chess Box                 |